# Muzafer Korkuti

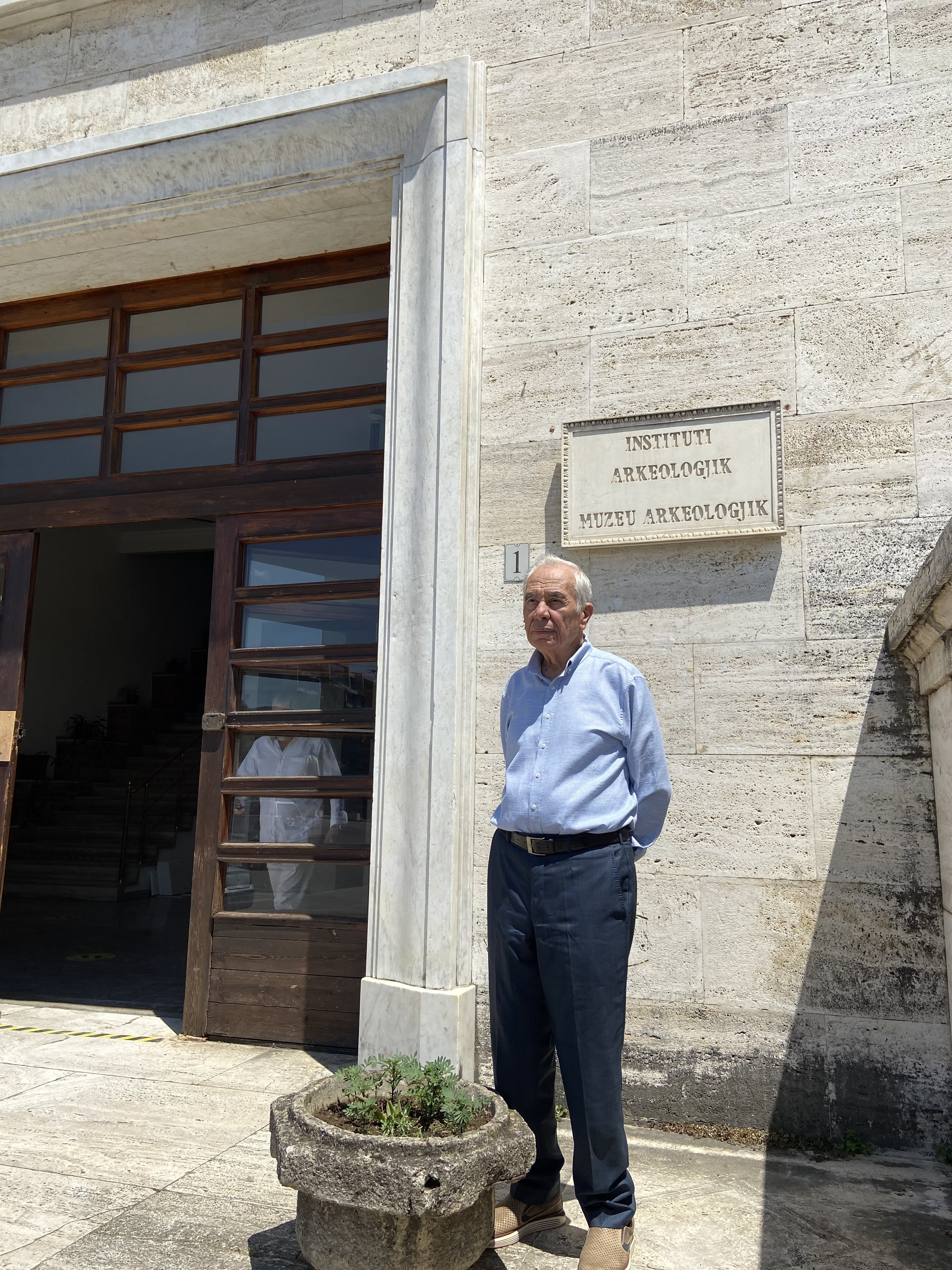
Muzafer Korkuti

Muzafer Korkuti (* 1936 in Fterra, Kreis Saranda, Albanien) ist ein Archäologe und Prähistoriker.
Korkuti gilt als Fachmann für die prähistorische Periode Albaniens. Er war Direktor des Instituts für Archäologie im Zentrum für Albanologische Studien in Tirana von 1998 bis 2005. Er ist 2012 stellvertretender Präsident der Albanischen Akademie der Wissenschaften. Er ist auch korrespondierendes Mitglied des Deutschen Archäologischen Instituts mit Hauptsitz in Berlin.

## Werdegang
Korkuti studierte Geschichte an der Universität von Tirana von 1957 bis 1962 und hat sich in China auf Archäologie spezialisiert. Im Jahr 1966 nahm er an den Ausgrabungen von Maliq im Kreis Korça teil. Von 1991 bis 1996 leitete er mit Karl Petruso von der Universität von Texas ein gemeinsames Projekt in Konispol.

## Schriften
- Muzafer Korkuti, Bep Jubani u. a.: L’Illyrie, La Ville Illyrienne. Edition speciale en français a l’occasion du Premier Colloque des etudes Illyriennes 15.–21. Sept. 1972 / Vol. II., Universität Tirana, 1972.
- Peter Robert Franke, Muzafer Korkuti, Helmut Freis: Albanien im Altertum (Antike Welt: Zeitschrift für Archäologie und Urgeschichte, Sondernummer 1983).
- Muzafer Korkuti: Neolithikum und Chalkolithikum in Albanien. Hrsg.: Heidelberger Akademie der Wissenschaften – Internationale Interakademische Kommission für die Erforschung der Vorgeschichte des Balkans. Monographie Band IV. Herausgeber: Harald Hauptmann, Zabern Verlag, 1995. ISBN 3-8053-1798-0 oder ISBN 978-3-8053-1798-6.
- Muzafer Korkuti: Nekrologji. Hasan Ceka In: Ilirica 28, 1998 (2000) 334–335.
- Lorenc Bejko, Richard Hodges: New Directions in Albanian Archaeology, Studies Presented to Muzafer Korkuti (Festschrift zum 70. Geburtstag), 2006. ISBN 978-99943-923-0-8.